# Heringskrieg
Der Heringskrieg war ein Konflikt im Jahr 1570 zwischen Stadt und Land im Kanton Luzern. Der Name „Heringskrieg“ entstand, weil sich der Konflikt zur Fastenzeit (Heringszeit) zutrug.

## Ursachen und Verlauf
Zum Konflikt kam es, als die Rothenburger 1570 dem neuen Landvogt Niklaus Kloos den Treueeid verweigerten; die Landbevölkerung wollte den zunehmenden Einfluss des Luzerner Patriziates nicht länger dulden. Auch Zölle, Weggelder und steigende Bussen wurden angefochten. Als „Kopf“ des Widerstandes galt der Rothenburger Pfarrer Johann Morhard, den der dortige Rat 1564 – nach erfolgter Bestechung – zum Pfarrer gewählt hatte. Er war „gebildet, kühn und unerschrocken“. Der Rat von Luzern liess die Rädelsführer festnehmen. Pfarrer Morhard, Heini Bühlmann, Klaus Bachmann und vier weitere Bürger wurden in Luzern eingesperrt.
Sofort versammelten sich 700 Mann auf dem Emmenfelde, um die Gefangenen zu befreien. 600 Entlebucher wollten der Stadt zu Hilfe eilen. Gesandte aus den Urkantonen aber vermittelten Frieden, der am 26. Februar 1570 geschlossen wurde. Die Gefangenen wurden freigelassen. Pfarrer Morhard hingegen wurde als Haupturheber des Aufstandes über sieben Wochen gefangen gehalten. Anschließend musste er Urfehde schwören und das Land verlassen.